# チュニ
チュニ（쥬니、1985年8月1日 - ）は、大韓民国の歌手、女優。ロックバンドペルラマピラのメンバー。本名はヒョン・チュニ（현쥬니）。BH エンターテインメント所属。

## 代表作

### レコード
- 《Overstep》

## 出演作

### ドラマ
- 『ベートーベン・ウィルス』(MBC、2008年) – ハイドン 役
- 『IRIS-アイリス-』(KBS2、2009年) – ヤン・ミジョン 役
- 『カムバック マドンナ〜私は伝説だ』(SBS、2010年) – ヤン・アルム 役
- 『ウララ夫婦』(KBS2、2012年) – コ・イルラン 役

### 映画
- 『国家代表』 (2009年) -ワン・スンドク役
- 『空と海』 (2009年) -パダ役
- 『アイリス:THE LAST』 (2010年) -ヤン・ミジョン役
- 『パーフェクトゲーム』(2011年) -ミンギョン役
- 『絆創膏』 (2012年) -ヒョンギョン役

### 公演
- ミュージカル『バンディット』